# Hyadina clauseni
Hyadina clauseni är en tvåvingeart som beskrevs av Wayne N. Mathis och Tadeusz Zatwarnicki 2004. Hyadina clauseni ingår i släktet Hyadina och familjen vattenflugor.
Artens utbredningsområde är Kalifornien. Inga underarter finns listade i Catalogue of Life.